# 주아비장 퀘벡 정부 대표부
주아비장 퀘벡 정부 대표부(프랑스어: Délégation générale du Québec à Abidjan, 영어: Quebec Government Office in Abidjan) 또는 주코트디부아르 퀘벡 정부 대표부는 코트디부아르 아비장에 위치한 퀘벡 정부 대표부이다. 2017년에 정식 개관했으며 사무국 지위를 갖고 있다. 이 공관은 코트디부아르, 가나, 나이지리아, 라이베리아, 시에라리온을 관할한다.
주아비장 퀘벡 정부 대표부는 캐나다 퀘벡주와 코트디부아르 간의 관계 발전에 기여한다. 대표부는 코트디부아르가 중시하는 교육, 기술 훈련, 직업, 지속 가능한 개발, 농업, 식량 안보, 기반 시설 구축, 제도 발전 및 강화, 국가 현대화 분야에서 상호 협력을 촉진하고 퀘벡주의 전문성과 특징을 홍보한다. 또한 코트디부아르와 서아프리카의 영어권 국가에서 사업을 원하는 퀘벡주의 기업들과의 연락을 제공한다.

## 같이 보기
- 퀘벡 정부 대표부